# Nilaparvata bakeri
Nilaparvata bakeri är en insektsart som först beskrevs av Frederick Arthur Godfrey Muir 1917.  Nilaparvata bakeri ingår i släktet Nilaparvata och familjen sporrstritar. Inga underarter finns listade i Catalogue of Life.